# Osceola (Nebraska)
Osceola es una ciudad ubicada en el condado de Polk en el estado estadounidense de Nebraska. En el Censo de 2010 tenía una población de 880 habitantes y una densidad poblacional de 368,51 personas por km².

## Geografía
Osceola se encuentra ubicada en las coordenadas 41°10′43″N 97°33′0″O / 41.17861, -97.55000. Según la Oficina del Censo de los Estados Unidos, Osceola tiene una superficie total de 2.39 km², de la cual 2.39 km² corresponden a tierra firme y (0%) 0 km² es agua.

## Demografía
Según el censo de 2010, había 880 personas residiendo en Osceola. La densidad de población era de 368,51 hab./km². De los 880 habitantes, Osceola estaba compuesto por el 98.64% blancos, el 0% eran afroamericanos, el 0.23% eran amerindios, el 0.11% eran asiáticos, el 0.23% eran isleños del Pacífico, el 0% eran de otras razas y el 0.8% pertenecían a dos o más razas. Del total de la población el 0.57% eran hispanos o latinos de cualquier raza.